# Sphenophyllales
Sphenophyllales is een orde van uitgestorven varenachtige planten, verwant aan de paardenstaarten. Er zijn vertegenwoordigers bekend als fossielen vanaf het Devoon tot het Trias, maar het hoogtepunt voor deze orde was het Carboon.
De orde is vernoemd naar het geslacht Sphenophyllum.

## Kenmerken
Sphenophyllales hadden, net als de tegenwoordige paardenstaarten gelede stengels, met op de knopen in kransen geplaatste, wigvormige bladeren met dichotoom vertakte nerven, en op de top een sporenkegel of strobilus. De vaatbundels zijn in doorsnede driehoekig.

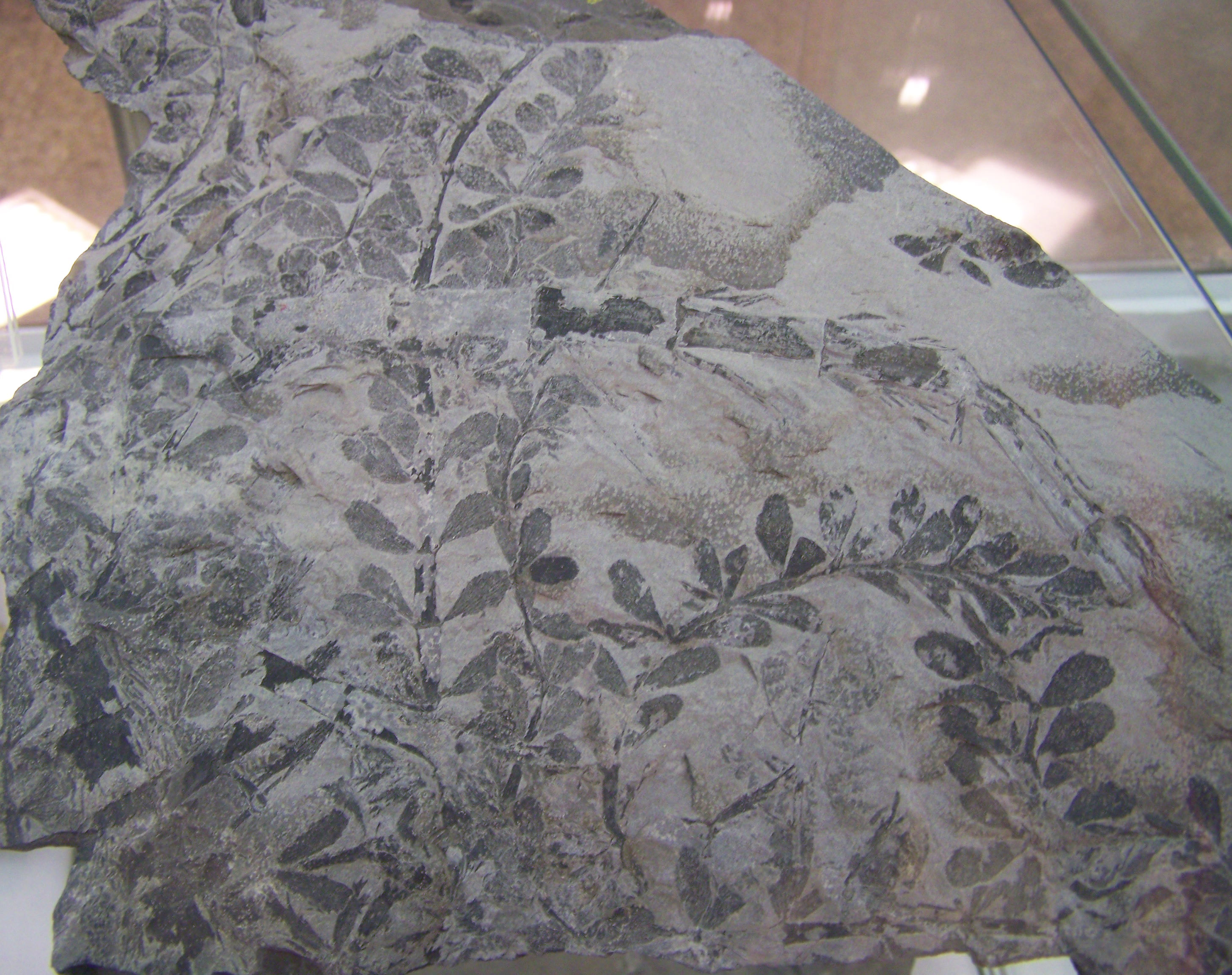
Sphenophyllum miravallis
Collectie Universiteit Utrecht

## Taxonomie
De orde was voor zover men weet monotypisch, omvat slechts één familie met één geslacht:
- Orde: Sphenophyllales †
  - Familie: Sphenophyllaceae
    - Geslacht: Sphenophyllum

Delen van de plant zijn ook bekend onder de benamingen Bowmanites en Sphenostrobus
Orde Equisetales

Familie Archaeocalamitaceae † –
Geslacht: Archaeocalamites

Familie Calamitaceae –
Geslachten: Annularia · Arthropitys · Asterophyllites · Astromyelon · Calamites · Calamocarpon · Calamostachys · Cingularia · Mazostachys · Paleostachya

Familie Equisetaceae –
Geslacht: Equisetum

Orde Pseudoborniales †

Familie Pseudoborniaceae –
Geslacht: Pseudobornia

Orde Sphenophyllales †

Familie Sphenophyllaceae –
Geslacht: Sphenophyllum 